# Impatiens nyimana
Impatiens nyimana là một loài thực vật có hoa trong họ Bóng nước. Loài này được C. Marquand & Airy Shaw mô tả khoa học đầu tiên năm 1929.